# 瓦倫西亞區旗
瓦倫西亞區旗是西班牙瓦倫西亞自治區的區旗。區旗旗桿一側為藍色，帶有花紋圖案。右側則為令旗圖案，和加泰羅尼亞旗幟相似。瓦倫西亞區旗使用了紅、黄、藍、緑、白五種顏色。

## 图集

### 历史旗帜

1238年9月28日摩尔人向海梅一世投降的旗帜
15至18世纪的旗帜版本
成为自治区前的旗帜（1979-1980年）
1981年巴伦西亚自治区成立前“贝尼卡西姆草案”的一种旗帜提案

### 政治旗帜

巴伦西亚自治区理事会旗帜
巴伦西亚民族主义旗帜
西班牙第二共和国期间巴伦西亚左翼党的旗帜

### 实例

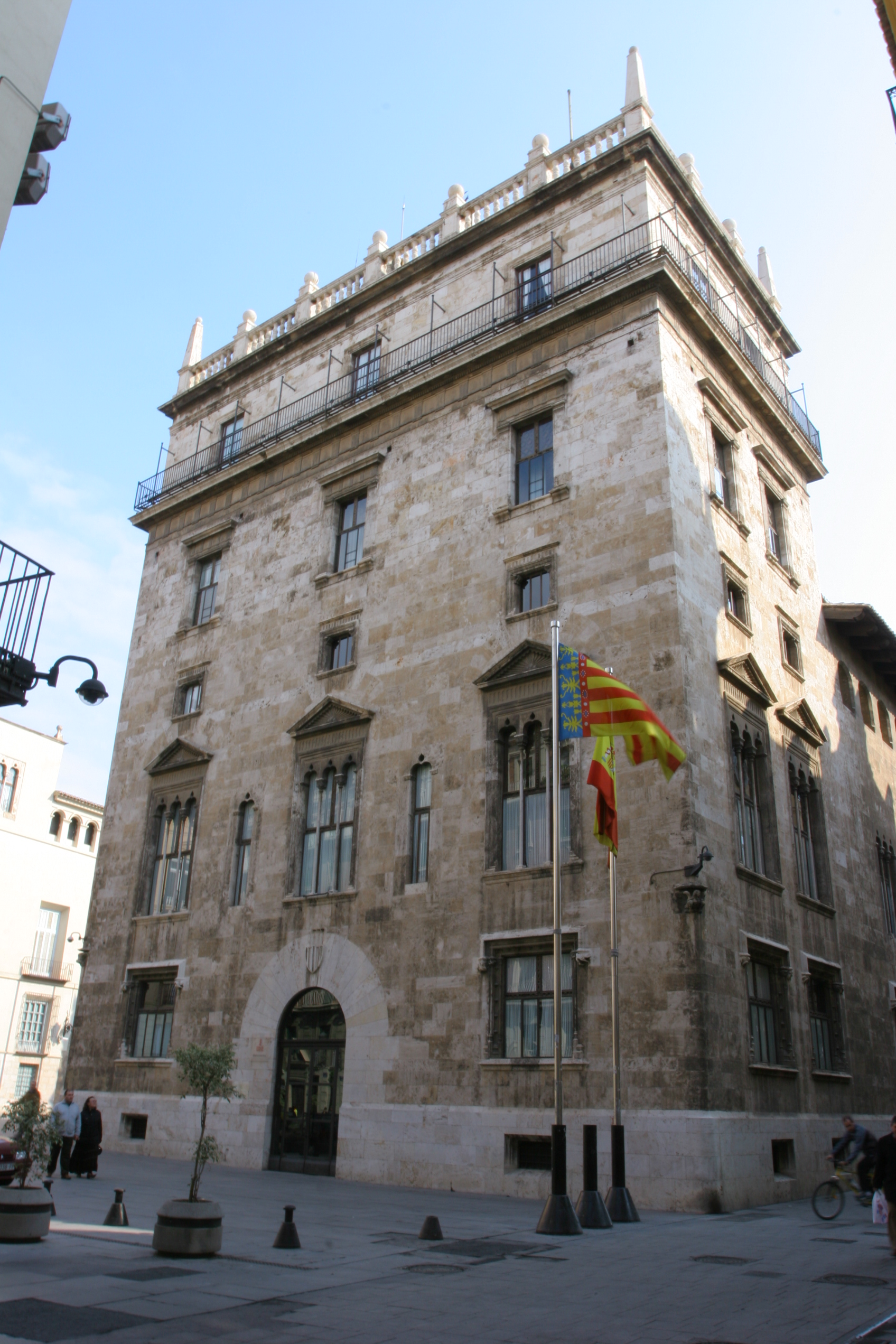
巴伦西亚政府宫
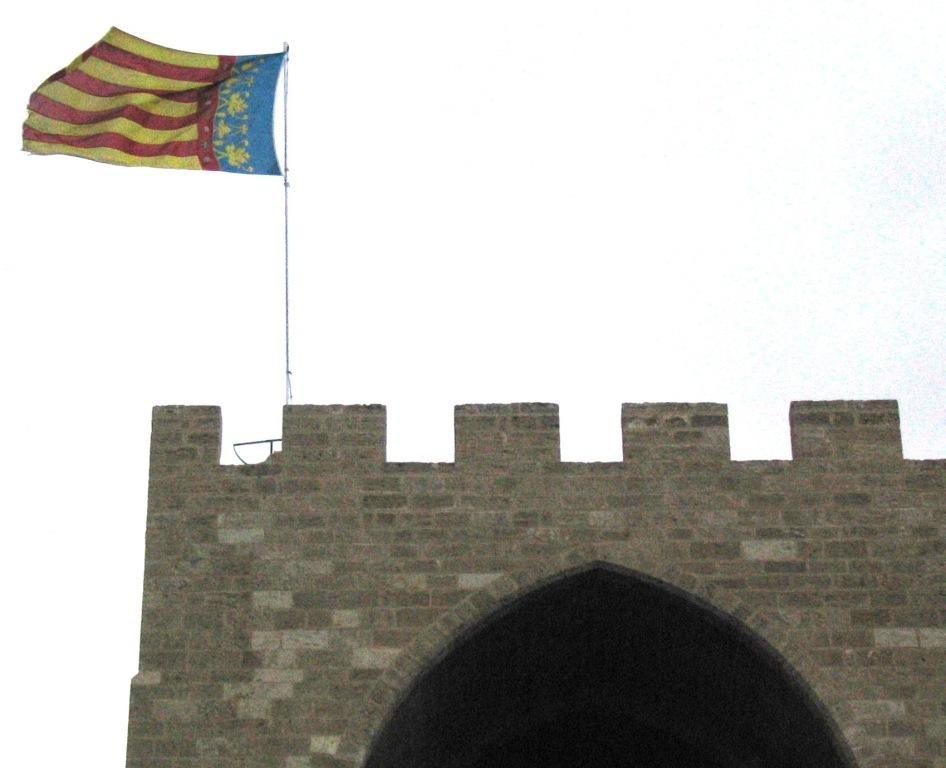
瓦倫西亞古城墙
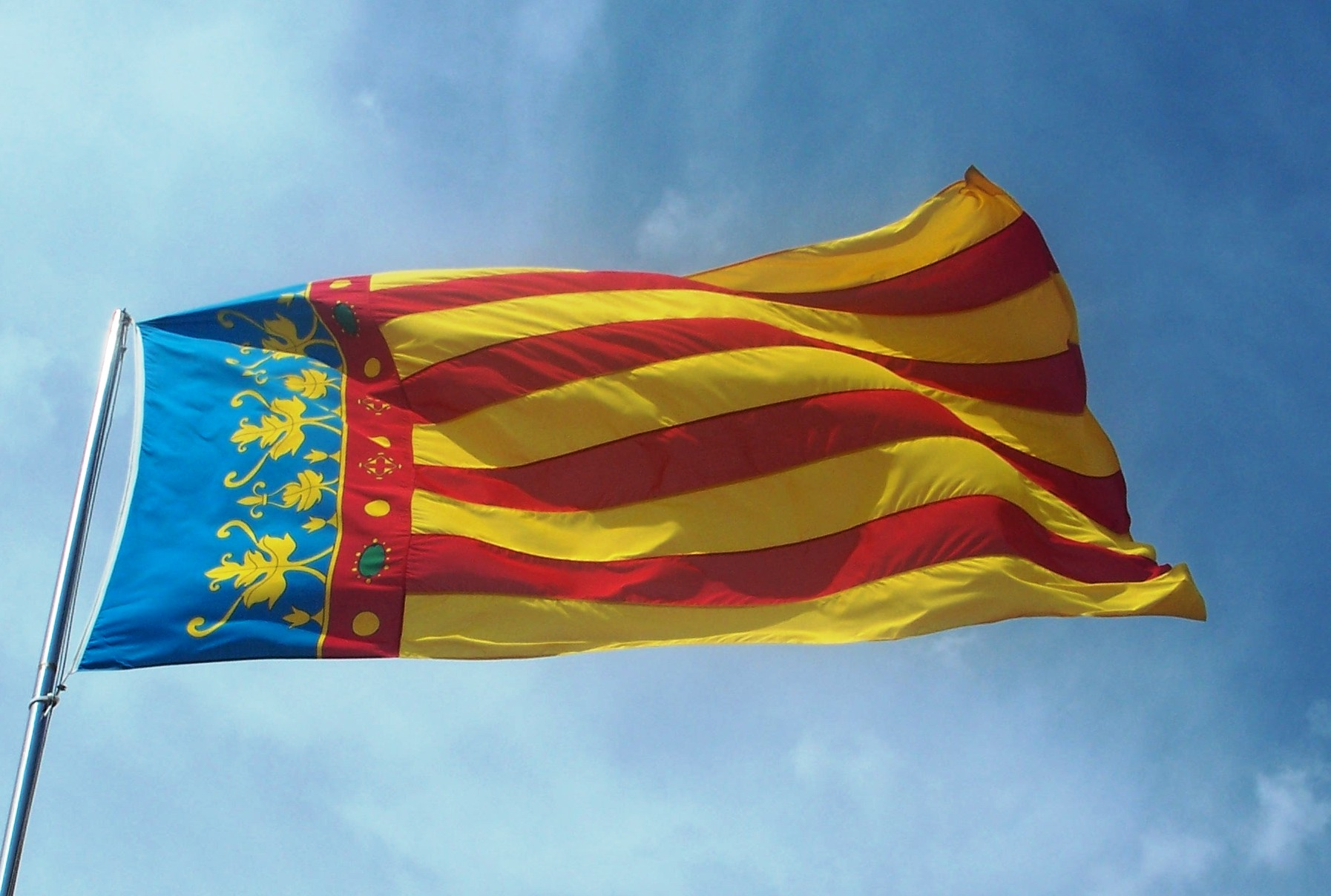
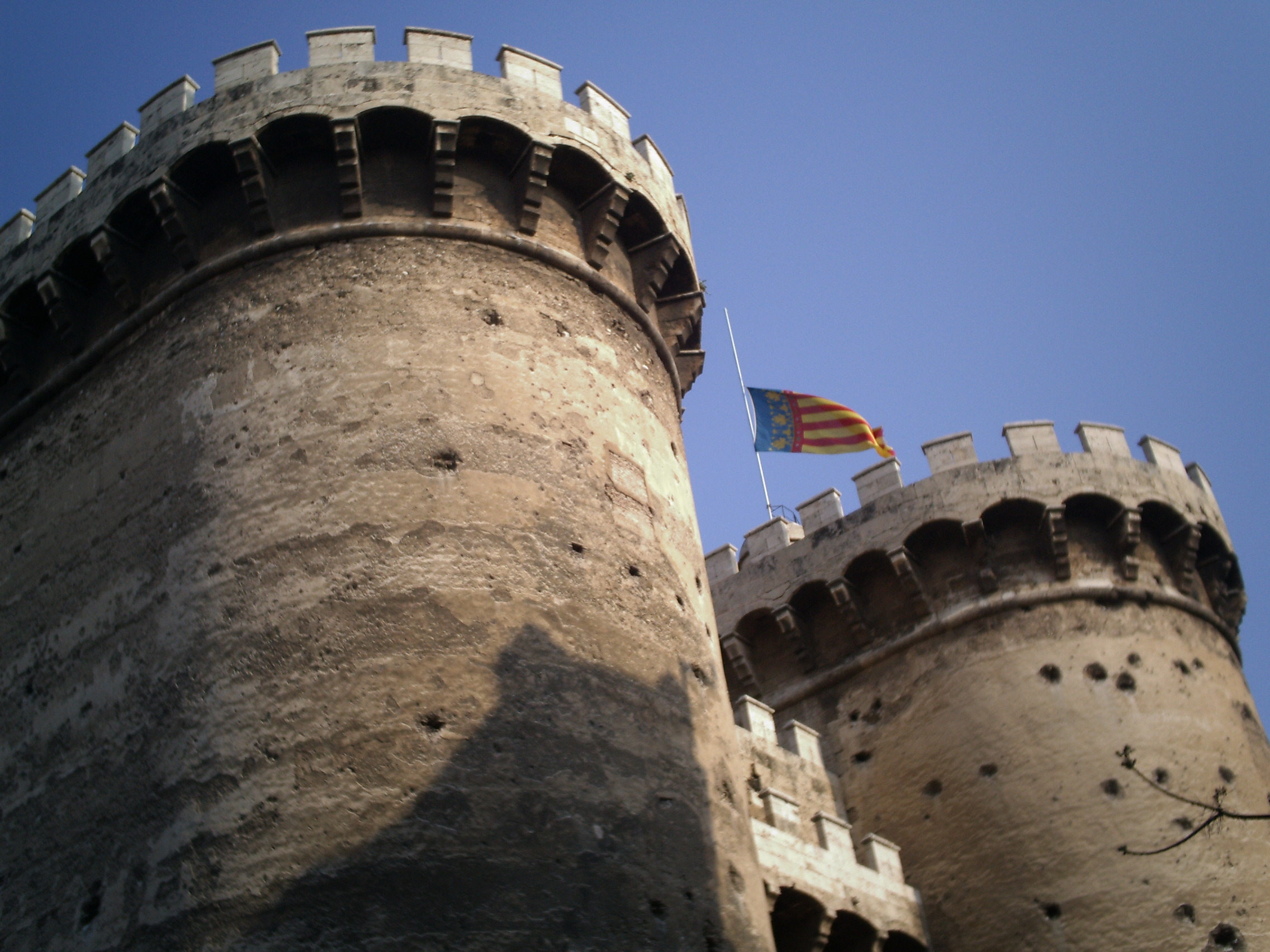
瓦倫西亞古城楼塔顶
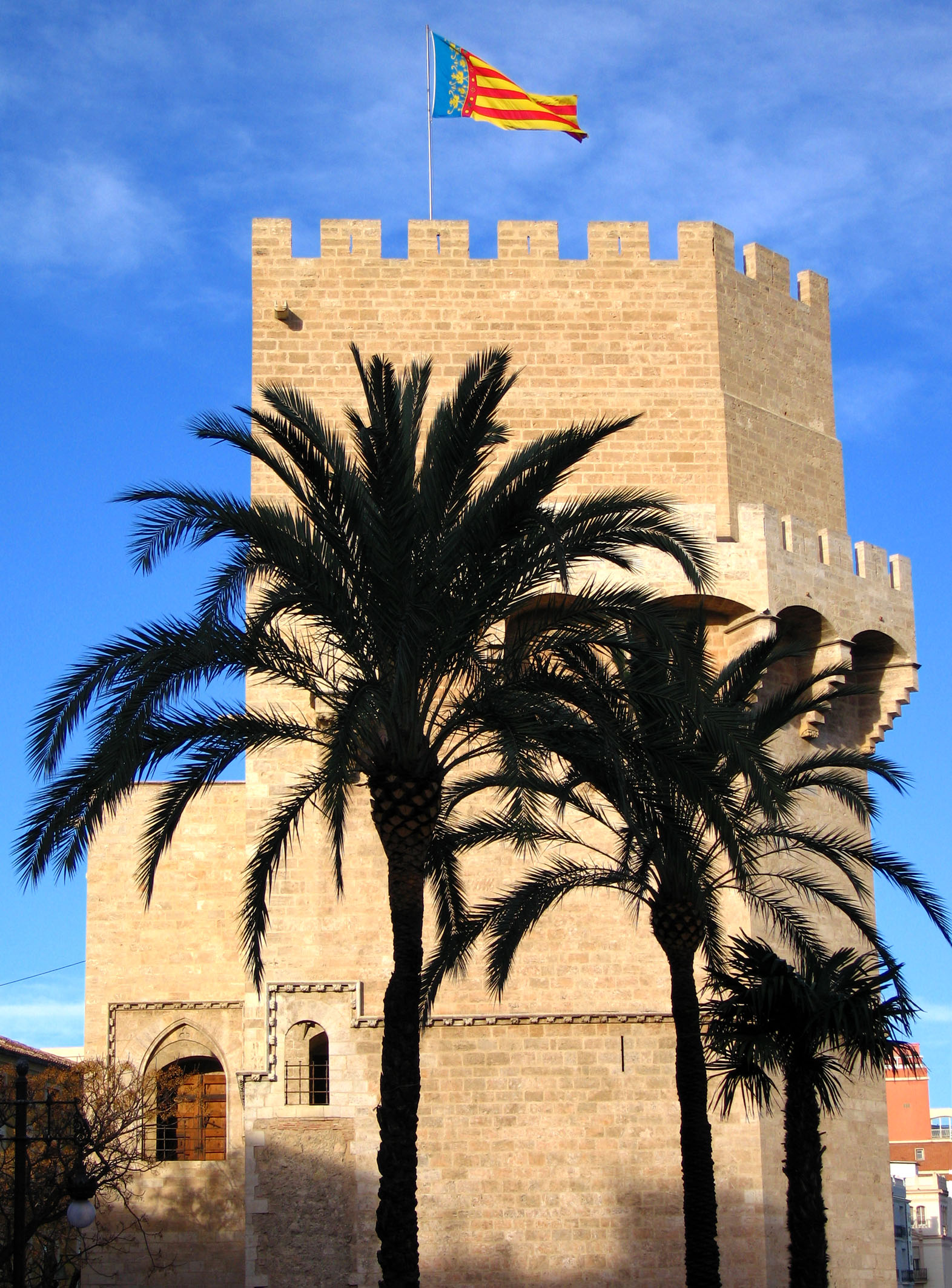
巴伦西亚塞尔兰城门